# 羅斯福大學
羅斯福大學（英語：Roosevelt University）是位於美國伊利諾伊州芝加哥的一所私立大學，成立於1945年。在紹姆堡還有一個分校區。其名稱是為了紀念美國總統富蘭克林·德拉諾·羅斯福和夫人埃莉諾·羅斯福。2015年《美國新聞與世界報道》在“中西部大學”排名中將其列在第91位。

## 外部連結
- Official website （页面存档备份，存于）
- Official athletics website （页面存档备份，存于）
- Official Facebook website （页面存档备份，存于）
- Official Twitter （页面存档备份，存于）
- Official YouTube website （页面存档备份，存于）